# 蠍獵龍屬
蠍獵龍（意為「蠍子的獵人」）是一屬阿貝力龍科的獸腳亞目恐龍，生存於白堊紀晚期（森諾曼階至土侖階），發現於阿根廷的烏因庫爾組。牠是根據一具近乎完整、關節仍連接的骨骼而敘述的，成為目前所知化石最完整、資訊最詳盡的阿貝力龍科之一。

## 命名及研究歷史

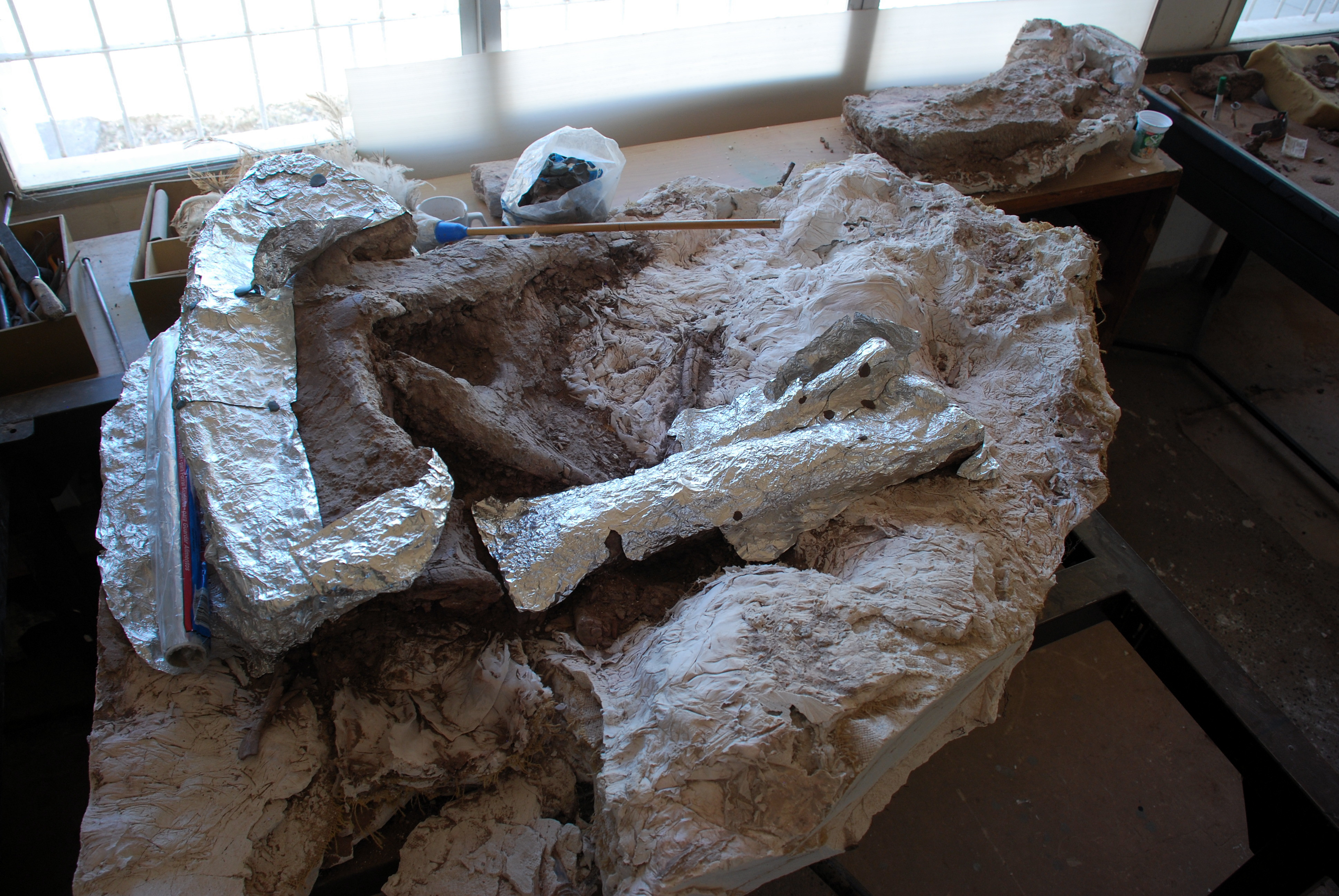
清修中的化石

模式種布氏蠍獵龍（Skorpiovenator bustingorryi）於2008（線上公開）－2009年間由胡安·卡奈爾（Juan Ignacio Canale）、卡洛斯·斯坎弗拉（Carlos Agustín Scanferla）、費德里科·昂諾林（Federico Lisandro Agnolin）和費爾南多·諾瓦斯所敘述、命名。屬名在希臘文和拉丁語中意為「蠍子的獵人」，因為挖掘地點充滿著蠍子；種名紀念擁有發現地農場的曼尼爾·布丁格里（Manuel Bustingorry）。
正模標本MMCH-PV 48現保存於爾尼斯特·巴赫曼古生物博物館，是一具近乎完整、來自單一成年體的骨骼，僅缺乏大部分手臂、恥骨和坐骨末端、尾部末端的三節尾椎，包裹在一塊重達4噸的砂岩塊中，起初於2008年認為左臂骨頭也有保存下來，當時尚未清修完成且關節幾乎仍連接。化石由博物館的古生物學家卡奈爾從阿根廷巴塔哥尼亞內烏肯省喬昆城西北部三公里處挖掘出土，當地屬於森諾曼階至土侖階的烏因庫爾組，約9500萬年前。
根據2015年的報導，化石的清修有了新的進展，得以透露出更多解剖學上的細節來作鑑定。2020年發表了一份關於頭骨管道系統的詳盡描述。

## 敘述

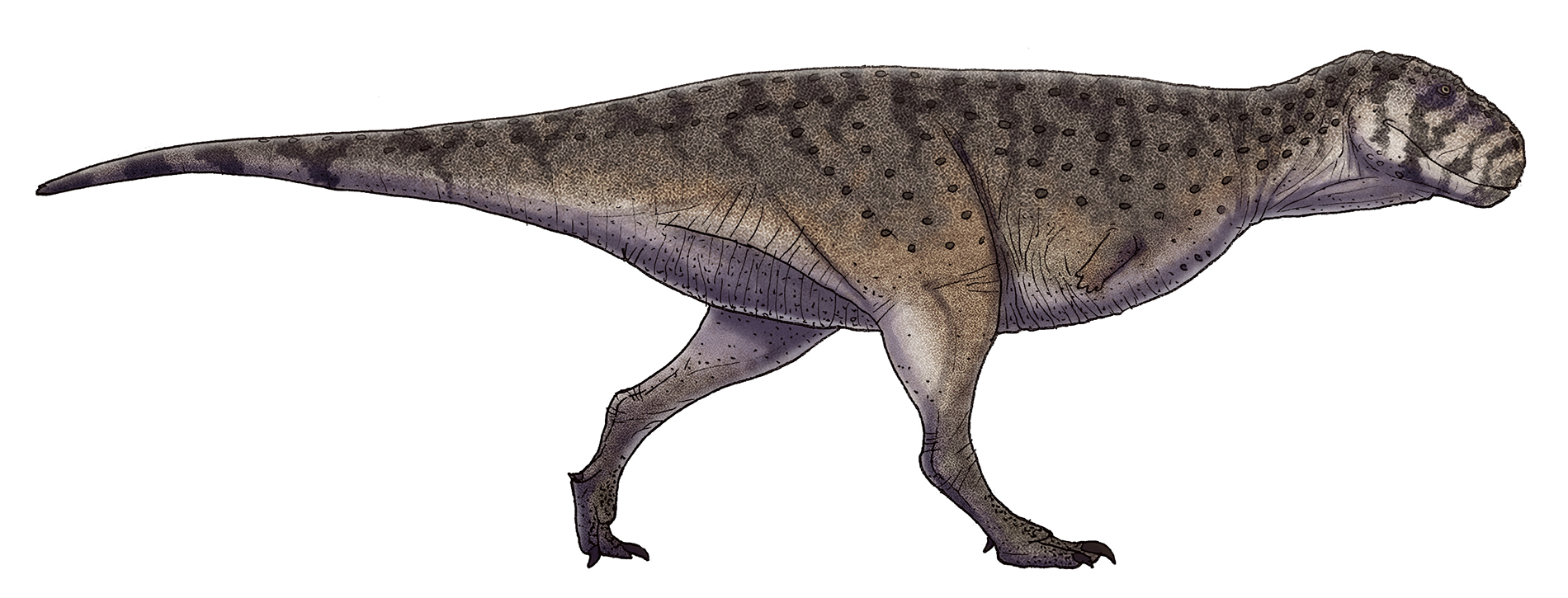
復原圖

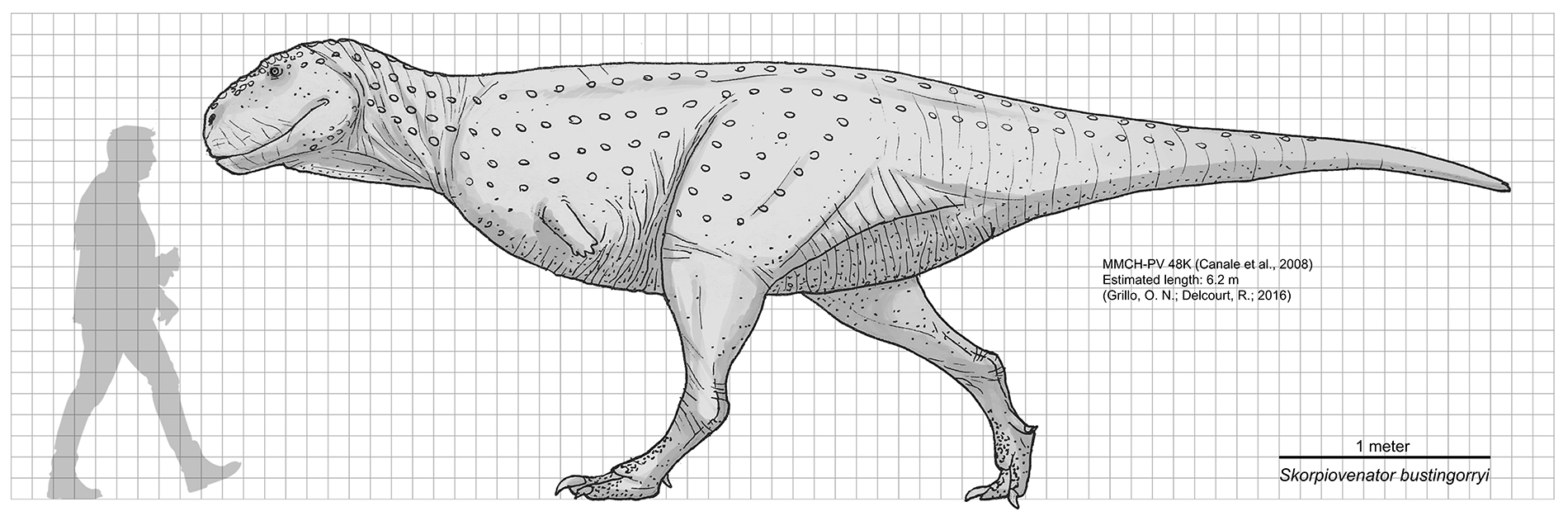
體型比例圖

### 體型和顯著特徵
蠍獵龍是種相對大型的阿貝力龍科，體重約1.5至2噸，臀高約2.5公尺。挖掘出來的骨骼經測量，由前上頜骨至第12節尾椎長度為4.35公尺。與相對較長的後腿相比，軀幹和尾部顯得緊實，因此根據諾瓦斯的觀點，估計生前身長只有6公尺及體重1.2噸。2010年葛瑞格利·保羅提出較大的估計值為身長7.5公尺及體重1.67噸，因為他認為原始數據將尾部估算得太短。2016年提出了近似於原始數據的估計值身長6.2公尺。蠍獵龍擁有粗短、幾乎沒有作用的手臂，但後腿粗壯，有力的大腿加上堅實的小腿平衡了龐大的身軀。
2008年的研究中建立了幾項自衍徵（獨特的特徵）：側視上頜骨上支寬度恆定；上頜骨主體高、頂緣與底緣平行；上頜骨與顴骨接觸面大致垂直；上頜骨有19顆牙齒；淚骨向前突出，並於眼睛下方有個發育良好的突起；方軛骨後上緣有個明顯的凹孔；齒骨後下支呈叉狀連接著隅骨的前支；隅骨前支很高，填補了夾骨和上隅骨間的空隙。

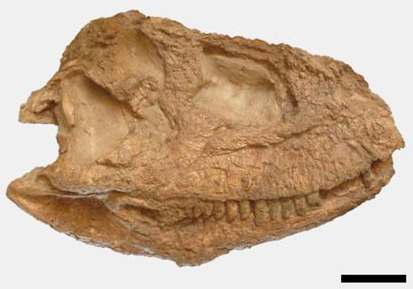
正模標本的頭骨

### 頭骨
蠍獵龍頭骨短而結實，表面覆有許多稜脊、溝槽、以及凹凸不平的結節，如同大多數阿貝力龍科。頭骨後部短，近似食肉牛龍，且比阿貝力龍、瑪君龍的還短且深。值得注意的是，蠍獵龍的上頜骨和淚骨比其他阿貝力龍科的對應骨頭還寬。方骨下關節尖端發育良好，尺寸符合典型的阿貝力龍科特徵。
2020年的頭骨分析研究指出，鼻骨開口與一條大的內管相連，這可能有助於從鼻骨、眶後神經和三叉神經輸出血液來促進循環；血液循環的提昇有助於散熱。腦殼中，基蝶凹呈水滴狀；基枕骨後下方有朝下的低矮中線突起；枕骨突末端向上傾斜。
下頜側面有個水平、長度受限的卵形孔。齒骨與其上下的骨骼完全密合接觸，大概沒有額外的關節功能。
上頜骨19顆牙齒比任何其他阿貝力龍科還多。牙齒相對短而直，前緣彎曲後緣筆直。齒冠則類似其他阿貝力龍科，有砝硠質褶皺和鋸齒狀邊緣。敘述者還注意到，蠍獵龍的牙齒與一些鯊齒龍科的非常相似，他們於是提出一個論點：先前在同一地層找到，被認為屬於鯊齒龍科的牙齒，卻一直沒找到任何有關的鯊齒龍科完整骨骼，因此這些牙齒實際上可能來自阿貝力龍科，而南美洲的鯊齒龍科可能比過去所推論還要早的時間點就已滅絕。

## 分類
卡奈爾等人（2008）的系統發生學研究專注於南美洲的食肉牛龍亞科，他們的結果顯示所有南美洲物種（包括蠍獵龍）一同構成了亞科底下的一個次演化支，並命名為短吻龍類（意為短的吻部），定義為：阿貝力龍科中，所有較接近薩氏食肉牛龍、而離凹齒瑪君龍較遠的物種。
|  | 食肉牛龍 Carnotaurus |
|  |                      |
|  | 奧卡龍 Aucasaurus    |
|  |                      |

|  | 肌肉龍 Ilokelesia                                                                |
|  |                                                                                  |
|  | \| \| 蠍獵龍 Skorpiovenator \| \| \| \| \| \| 爆誕龍Ekrixinatosaurus \| \| \| \| |
|  |                                                                                  |
|  | 蠍獵龍 Skorpiovenator                                                            |
|  |                                                                                  |
|  | 爆誕龍Ekrixinatosaurus                                                           |
|  |                                                                                  |

|  | 蠍獵龍 Skorpiovenator  |
|  |                        |
|  | 爆誕龍Ekrixinatosaurus |
|  |                        |

|  | 食肉牛龍 Carnotaurus |
|  |                      |
|  | 奧卡龍 Aucasaurus    |
|  |                      |

|  | 肌肉龍 Ilokelesia                                                                |
|  |                                                                                  |
|  | \| \| 蠍獵龍 Skorpiovenator \| \| \| \| \| \| 爆誕龍Ekrixinatosaurus \| \| \| \| |
|  |                                                                                  |
|  | 蠍獵龍 Skorpiovenator                                                            |
|  |                                                                                  |
|  | 爆誕龍Ekrixinatosaurus                                                           |
|  |                                                                                  |

|  | 蠍獵龍 Skorpiovenator  |
|  |                        |
|  | 爆誕龍Ekrixinatosaurus |
|  |                        |

|  | 食肉牛龍 Carnotaurus |
|  |                      |
|  | 奧卡龍 Aucasaurus    |
|  |                      |

|  | 肌肉龍 Ilokelesia                                                                |
|  |                                                                                  |
|  | \| \| 蠍獵龍 Skorpiovenator \| \| \| \| \| \| 爆誕龍Ekrixinatosaurus \| \| \| \| |
|  |                                                                                  |
|  | 蠍獵龍 Skorpiovenator                                                            |
|  |                                                                                  |
|  | 爆誕龍Ekrixinatosaurus                                                           |
|  |                                                                                  |

|  | 蠍獵龍 Skorpiovenator  |
|  |                        |
|  | 爆誕龍Ekrixinatosaurus |
|  |                        |

|  | 食肉牛龍 Carnotaurus |
|  |                      |
|  | 奧卡龍 Aucasaurus    |
|  |                      |

|  | 肌肉龍 Ilokelesia                                                                |
|  |                                                                                  |
|  | \| \| 蠍獵龍 Skorpiovenator \| \| \| \| \| \| 爆誕龍Ekrixinatosaurus \| \| \| \| |
|  |                                                                                  |
|  | 蠍獵龍 Skorpiovenator                                                            |
|  |                                                                                  |
|  | 爆誕龍Ekrixinatosaurus                                                           |
|  |                                                                                  |

|  | 蠍獵龍 Skorpiovenator  |
|  |                        |
|  | 爆誕龍Ekrixinatosaurus |
|  |                        |

## 古生態學
發現蠍獵龍的烏因庫爾組是個盛產恐龍化石的地層，同地層的恐龍還包括：獸腳類有鯊齒龍科的馬普龍、另一種阿貝力龍科肌肉龍、大盜龍類的瓜利喬龍；蜥腳類有泰坦巨龍類的阿根廷龍、雷巴齊斯龍科的鷲龍和利邁河龍 ……等。

## 大眾文化
蠍獵龍出現在BBC2011年的節目恐龍行星第五集。片中蠍獵龍襲擊阿根廷龍巢穴及吃掉剛出生的幼體，並作為食腐者啃食年老的阿根廷龍屍體。